# Myeline

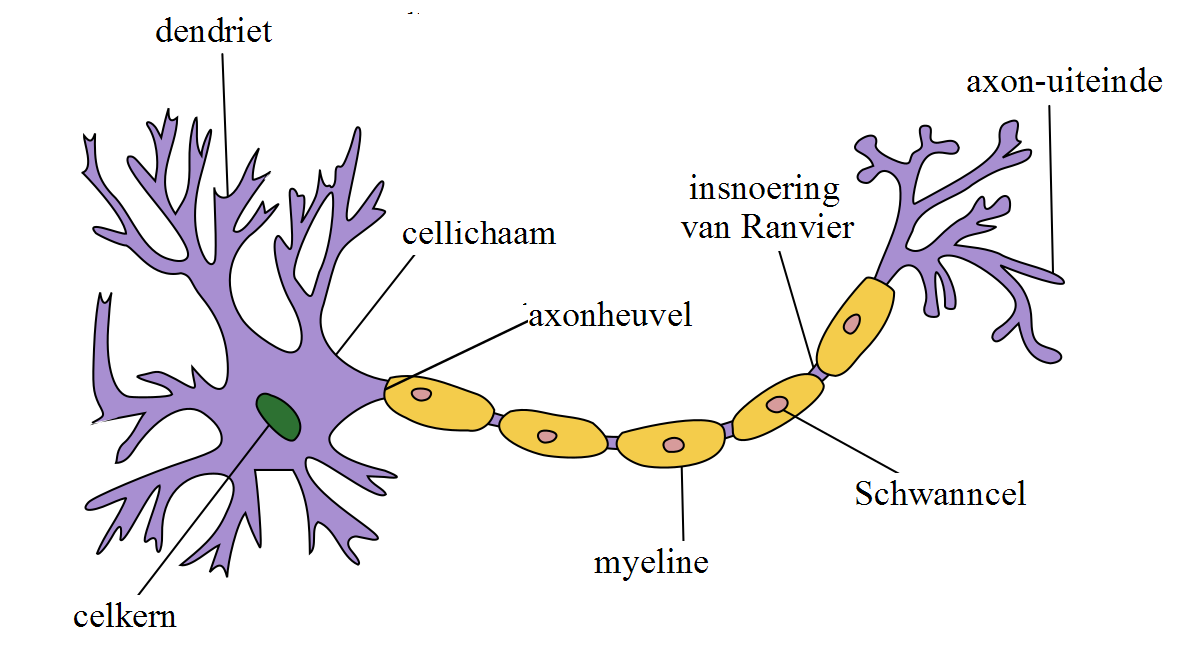
Structuur van een zenuwcel

Myeline is een vettige stof die op veel plaatsen in het zenuwstelsel het axon omhult in de vorm van een om het axon gerolde dubbele laag, de mergschede of myelineschede genoemd.

## Functie
Myeline geeft de axonen diens witte kleur. Het zorgt ervoor dat zenuwimpulsen sneller worden doorgestuurd (van 2 m/s naar (maximaal) 120 m/s); zonder myeline zou een dergelijk impuls er veel langer over doen om via het axon de 'volgende' zenuwcel te bereiken. In het bijzonder voor lange afstanden (bijvoorbeeld het perifere zenuwstelsel) is dit van cruciaal belang. De myelineschede bestaat uit een vele malen om het axon gerolde dubbele lipidenlaag, zoals die ook in celmembranen voorkomt (ontdekt door middel van structureel elektronenmicroscopisch onderzoek).
Naast het helpen bij de boodschapoverdracht zorgt myeline er ook voor dat een elektrisch signaal niet overspringt naar een zenuwcel waar het niet voor bedoeld is en zo kortsluiting veroorzaakt. In het centraal zenuwstelsel wordt het aanbrengen van de myeline (myelinisatie) verzorgd door oligodendrocyten. In het perifere zenuwstelsel zorgen schwanncellen hiervoor.

## Geleiding
Van saltatoire impulsgeleiding oftewel sprongsgewijze impulsgeleiding wordt gesproken bij neuronen waar myeline aanwezig is. Hierbij gaat de impuls van het axon van een insnoering van Ranvier naar een andere insnoering van Ranvier op diezelfde zenuwceluitloper. Daardoor gaat de geleiding veel sneller. Omdat het cytoplasma van een axon elektrisch geleidend is, en omdat myeline voorkomt dat er elektrische lading weglekt via het celmembraan, is de depolarisatie bij een knoop van Ranvier voldoende om de elektrische spanning in een naburige knoop te verhogen tot boven de drempelwaarde. Hierdoor ontstaat ook in deze knoop een actiepotentiaal. Dit proces zet zich voort over de gehele lengte van het gemyeliniseerde axon. Dus, in gemyeliniseerde axonen verplaatsen actiepotentialen zich niet als golven maar "springen" ze van knoop naar knoop. Dit verschijnsel is ontdekt door Ichiji Tasaki, Andrew Huxley en collega's.

## Vorming
Myelinisatie is het proces waardoor witte stof wordt gevormd. Het wordt vaak gebruikt als een index van de rijping van de hersenen. Myelinisatie begint na de geboorte en is pas in de late adolescentie (omtrent 18 jaar) geheel voltooid. Ontwikkeling van myeline kan tegenwoordig in vivo met hersenscans (MRI) worden gemeten.
Paul Flechsig stelde al in 1920 vast dat myelinisatie in de primaire sensorische en motorische schorsgebieden het eerst (omtrent 3-4 jaar), en in associatiegebieden van de achterste en voorste delen van de cortex cerebri het laatst is voltooid. Bij het ouder worden (grofweg tussen 20-70 jaar) is er sprake van een geleidelijke afname van myeline.
Bij multiple sclerose, kortweg MS, wordt myeline in het centraal zenuwstelsel aangetast waardoor de overdracht van boodschappen moeilijker wordt en uiteindelijk helemaal stopt. Dit noemt men demyelinisatie. Het lichaam vult de gaten in het myeline-omhulsel op met bindweefsel. Daardoor ontstaat een litteken zonder isolerende eigenschap. Men spreekt dan van een verharding (sclerose). Ook bij leukodystrofie (Grieks leukos = wit), een erfelijke aandoening, is er sprake van afbraak (dystrophia) van myeline.